# Neopomacentrus fallax
Neopomacentrus fallax är en fiskart som först beskrevs av Peters, 1855.  Neopomacentrus fallax ingår i släktet Neopomacentrus och familjen Pomacentridae. Inga underarter finns listade i Catalogue of Life.